# Fredrik Thulin
Ivar Fredrik Benjamin Thulin (* 14. November 1972 in Åre) ist ein ehemaliger schwedischer Freestyle-Skier. Er startete in der Buckelpisten-Disziplin Moguls.

## Werdegang
Thulin, der für den Åre SLK startete, trat international erstmals bei den Internationalen Jugendmeisterschaften 1990 in Pyhätunturi in Erscheinung, wobei er den 23. Platz errang und kam im folgenden Jahr bei den Internationalen Jugendmeisterschaften in Le Sauze auf den 13. Rang. Zudem nahm er im März 1991 im Hundfjället erstmals am Weltcup teil und sprang dort auf den 15. Platz. In der Saison 1992/93 erreichte er in Blackcomb mit dem vierten Platz seine beste Platzierung im Weltcup und zum Saisonende mit zwei weiteren Top-Zehn-Platzierungen den 19. Platz im Moguls-Weltcup sein bestes Gesamtergebnis. Beim Saisonhöhepunkt, den Weltmeisterschaften 1993 in Altenmarkt-Zauchensee, belegte er den 14. Platz. Bei seiner einzigen Teilnahme an Olympischen Winterspielen im folgenden Jahr in Lillehammer wurde er Zehnter. Letztmals am Weltcup nahm er im März 1995 im Hundfjället teil, wobei er den 23. Platz errang.

## Erfolge

### Olympische Spiele
- 1994 Lillehammer: 10. Platz Moguls

### Weltmeisterschaften
- 1993 Altenmarkt: 14. Platz Moguls

### Weltcup-Gesamtplatzierungen
Thulin nahm an 33 Weltcups teil und erreichte fünf Top-Zehn-Platzierungen.
| Saison  | Gesamt | Gesamt | Moguls | Moguls |
| Saison  | Punkte | Platz  | Punkte | Platz  |
| ------- | ------ | ------ | ------ | ------ |
| 1990/91 | 1      | 118.   | 11     | 46.    |
| 1991/92 | 2      | 108.   | 13     | 45.    |
| 1992/93 | 42     | 57.    | 380    | 17.    |
| 1993/94 | 20     | 76.    | 160    | 31.    |
| 1994/95 | 11     | 89.    | 76     | 32.    |